# W
La W és la vint-i-tresena lletra de l'alfabet català i divuitena de les consonants. El seu nom és ve doble. S'usa en llengües com l'alemany, l'anglès o el polonès i en altres que han pres manlleus d'elles.

## Fonètica
En català és una lletra que només és utilitzada en mots d'origen estranger. El seu so sol ser /b/ (per exemple: watt) o /w/ (per exemple: newton o maxwell) segons la paraula d'origen.

## Significats de W
- Bioquímica: en majúscula símbol del triptòfan.
- Física: Símbol del treball.
- Representa el treball
- Química: en majúscula símbol de l'element químic tungstè (o wolframi).
- Sistema internacional: Símbol del watt.
- Informàtica: Les tres www són una part de les adreces d'Internet
- Periodisme: Les cinc W són les preguntes bàsiques a les quals ha de respondre una notícia (per les paraules angleses corresponents a qui, què, on, quan i per què)
- Matemàtiques: La funció W de Lambert
- És el símbol internacional de l'oest

## Símbols derivats o relacionats
| Caràcter | Descripció              | Unicode (maj./min.) | Html (maj./min.) | Notes d'ús |
| -------- | ----------------------- | ------------------- | ---------------- | ---------- |
| Ŵ        | W amb accent circumflex | U+0174 U+0175       |                  | gal·lès    |
| Ẇ        | W amb punt superior     | U+1E86 U+1E87       |                  |            |